# Братське (Скадовський район)
Бра́тське (до 2016 року — Індустріа́льне) — село в Україні, у Чулаківській сільській громаді Скадовського району Херсонської області. Населення становить 249 осіб. 24 лютого 2022 року село тимчасово окуповане російськими військами під час російсько-української війни.

## Населення
Згідно з переписом УРСР 1989 року чисельність наявного населення села становила 269 осіб, з яких 120 чоловіків та 149 жінок.
За переписом населення України 2001 року в селі мешкало 248 осіб.

### Мова
Розподіл населення за рідною мовою за даними перепису 2001 року:
| Мова       | Відсоток |
| ---------- | -------- |
| українська | 91,57 %  |
| російська  | 6,43 %   |
| вірменська | 1,20 %   |
| молдовська | 0,80 %   |